# Carcharhinus obsoletus
Lo squalo perduto (Carcharhinus obsoletus White, Kyne e Harris, 2019), precedentemente noto come il falso squalo coda piccola o falso Carcharhinus porosus,  è una specie molto rara di squalo della famiglia Carcharhinidae e del genere Carcharhinus. Si conoscono solo 3 esemplari di questa specie, trovati in Borneo, Vietnam e Thailandia, tutti morti e rinvenuti oltre 80 anni prima dall'identificazione della specie. Gli esemplari erano stati originariamente assegnati provvisoriamente come appartenenti allo squalo coda piccola (C. porosus), ma una serie di sottili differenze morfometriche ha rivelato che appartenevano a una nuova specie di Carcharinus. Si differenzia dalle altre specie Carcharinus per la posizione relativa della seconda pinna dorsale e anale, nonché per il suo basso numero di vertebre.

## Scoperta
Il team dell'australiano William White identificò questa specie nel 2019 analizzando 3 diversi esemplari che giacevano conservati nelle collezioni dei musei. Tali esemplari erano stati pescati nelle acque di Borneo, Vietnam e Thailandia tra il 1897 e il 1934. I biologi esaminarono dettagli come forma e numero dei denti e chiarirono che si trattava di un nuovo membro del genere degli squali grigi.
Poiché nessun individuo è stato identificato per oltre 80 anni, C. obsoletus potrebbe già essere estinto. Come altri membri del sottogruppo C. porosus, C. obsoletus probabilmente aveva una fecondità limitata e viveva in acque poco profonde facilmente accessibili ai pescatori, cosa che lo metteva a forte rischio di estinzione a causa della pesca eccessiva. Tuttavia, la riscoperta dello squalo del Borneo (C. borneensis) nel 2004 dopo un lungo periodo senza avvistamenti ha mantenuto le speranze per la sua possibile sopravvivenza.